# Stacyville (Iowa)
Stacyville est une ville du comté de Mitchell, en Iowa, aux États-Unis. Elle est fondée en 1856 et incorporée le 30 mars 1900.

## Source de la traduction
- (en) Cet article est partiellement ou en totalité issu de l’article de Wikipédia en anglais intitulé « Stacyville, Iowa » (voir la liste des auteurs).